# Joachim Otto Habeck
Joachim Otto Habeck (* 1968) ist ein deutscher Ethnologe mit Spezialisierung auf Sibirien und den arktischen Raum Russlands, die Mongolei und postsozialistische Gesellschaften in Europa.

## Leben
Habeck studierte an der Freien Universität Berlin Geographie, Ethnologie und Geschichte und promovierte 2004 am Scott Polar Research Institute der Universität Cambridge mit einer Arbeit über die Komi in Nordrussland. Von 2003 bis 2014 war er Koordinator des Sibirienzentrums am Max-Planck-Institut für ethnologische Forschung in Halle (Saale). Seit 2014 ist er W2-Professor am Institut für Ethnologie der Universität Hamburg.

## Werk
Joachim Otto Habeck forschte in den 1990er Jahren über die Sesshaftmachung der Ewenken in Zentralsibirien, über die Rentierhaltung der nördlichen Komi und später über die aktuelle Situation der Bevölkerung, u. a. Jugendlicher, in der Stadt Nowosibirsk. In seiner Habilitationsschrift (2014) befasst er sich mit der Institution Kulturhaus in Russland. Mit Kolleginnen und Kollegen am Sibirienzentrum führte er ein Forschungsprojekt zur Pluralität von Lebensstilen in Russland durch (Publikation 2019). Ein weiterer Schwerpunkt seiner Forschungen ist der Zusammenhang von Landnutzung (Tierhaltung) und Permafrost vor dem Hintergrund des Klimawandels. Habeck ist Gründungsmitglied der „Permafrost and Culture“-Arbeitsgruppe der International Permafrost Association. Forschungsergebnisse veröffentlicht auf Englisch, Russisch, Deutsch sowie in weiteren Sprachen.

## Schriften (Auswahl)
Monographien
- Seßhaftwerdung und Seßhaftmachung sibirischer Rentiernomaden: Siedlungsstruktur und Siedlungsgeschichte im Ewenkischen autonomen Kreis. Lienau, Münster 1998, ISBN 3-9803396-6-1.
- What it Means to Be a Herdsman: The Practice and Image of Reindeer Husbandry among the Komi of Northern Russia. Lit, Münster 2005, ISBN 3-8258-8045-1 (Dissertation).
- Das Kulturhaus in Russland: Postsozialistische Kulturarbeit zwischen Ideal und Verwahrlosung. Transcript Verlag, Bielefeld 2014, ISBN 978-3-8376-2712-1.

Herausgeberschaft
- mit Brian Donahoe: Reconstructing the House of Culture: Community, Self, and the Makings of Culture in Russia and Beyond. Berghahn, New York 2011, ISBN 978-0-85745-275-7.
- mit Wieland Hintzsche: Die Erforschung Sibiriens im 18. Jahrhundert: Beiträge der Deutsch-Russischen Begegnungen in den Franckeschen Stiftungen. Verl. der Franckeschen Stiftungen zu Halle, Halle/Saale 2012, ISBN 978-3-939922-28-5.
- mit Judith Miggelbrink, Nuccio Mazzullo und Peter Koch: Nomadic and Indigenous Spaces: Productions and Cognitions, Ashgate, Farnham 2013, ISBN 978-1-4094-6458-7.
- Lifestyle in Siberia and the Russian North. Open Book Publishers, Cambridge 2019. ISBN 978-1-78374-717-7.